# ダムディンスレン・ニャムフー
ダムディンスレン ニャムフー（Damdinsuren Nyamkhuu　1979年11月25日- ）はモンゴルのウランバートル出身の柔道選手。階級は81kg級。身長178cm。

## 人物
2002年のアジア大会81kg級で3位になると、2003年のアジア選手権では優勝した。2004年のアテネオリンピックでは初戦でキューバのガブリエル・アルテアガに技ありで敗れた。2006年のアジア大会では優勝を飾った。2008年の北京オリンピックでは初戦でオランダのデックス・エレモントに指導1で敗れるも、敗者復活戦を勝ち上がって3位決定戦まで辿り着くが、ウクライナのロマン・ゴンチュクに有効で敗れて5位にとどまった。

## 主な戦績
- 2001年 - アジア選手権　2位
- 2002年 - オランダ国際　2位
- 2002年 - アジア大会　3位
- 2003年 - アジア選手権　優勝
- 2006年 - 東アジア選手権　3位
- 2006年 - アジア大会　優勝
- 2007年 - ドイツ国際　2位
- 2008年 - 北京オリンピック　5位

(出典)。